# Dracophyllum milliganii
Dracophyllum milliganii   es una especie de planta fanerógama perteneciente a la familia Ericaceae. Es originaria de Tasmania.

## Descripción
Hay dos poblaciones distintas de este arbusto. En las zonas alpinas los tallos son de 5 a 20 cm de altura, con hojas de 20 cm de largo. En zonas de la selva tropical, los tallos pueden alcanzar una altura de 4 metros con hojas de 1 a 1,5 metros de longitud. Las largos inflorescencias de flores se producen en la parte superior de los tallos en verano.

## Taxonomía
Dracophyllum milliganii  fue descrita por Joseph Dalton Hooker y publicado en Hooker's Icones Plantarum 9: t. 845. 1852.
Etimología
Dracophyllum: nombre genérico que deriva de su extraña apariencia, casi prehistórica.
milliganii: epíteto